# Afroestricus victus
Afroestricus victus är en tvåvingeart som beskrevs av Scarbrough 2005. Afroestricus victus ingår i släktet Afroestricus och familjen rovflugor. Inga underarter finns listade i Catalogue of Life.